# (34145) 2000 QV15
2000 QV15 (asteroide 34145) é um asteroide da cintura principal. Possui uma excentricidade de 0.11729060 e uma inclinação de 1.93172º.
Este asteroide foi descoberto no dia 24 de agosto de 2000 por LINEAR em Socorro.